# Moabiti

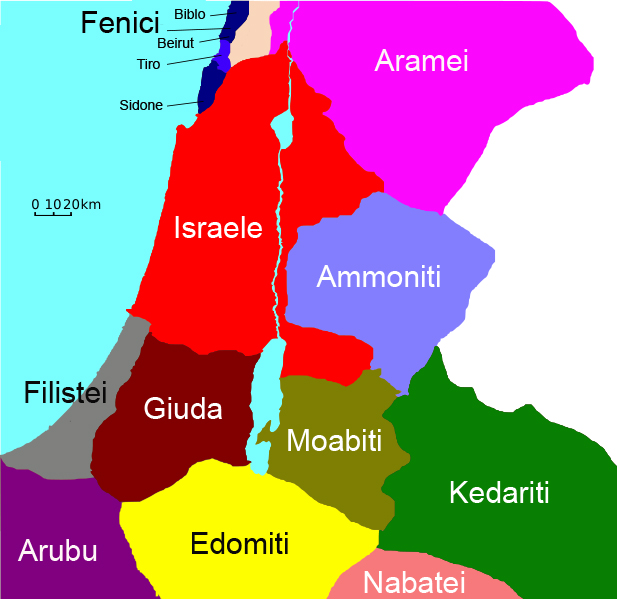
Mappa della Terra di Israele e dei territori circostanti verso l'anno 800 a.C.

I Moabiti furono un'antica popolazione semitica che viveva lungo le rive orientali del Mar Morto, più precisamente nell'altopiano di Kerak, nella regione montuosa chiamata Moab. La loro esistenza storica è accertata da numerosi ritrovamenti archeologici.

## Storia
Secondo la Bibbia i Moabiti discendevano da Moab, figlio di Lot e fratello di Benammi, capostipite degli Ammoniti (Genesi 19,30-38). Storicamente è noto che un certo Kemoshyat stabilì un regno autonomo intorno al 900 a.C., ponendo come capitale la città di Qir-Moab.
Furono vinti in un primo tempo dal re David, ma alcuni anni dopo vennero assoggettati dalla città di Samaria, che impose loro notevoli tributi. Secondo il Libro dei Re (3,1-27) il re locale Mesha mosse una rivolta dopo la morte del re Acab nell'853 a.C., dando inizio ad un periodo di forte espansione per i Moabiti. La capitale venne spostata a Dibon. In seguito subirono le vicissitudini storiche dell'area, sottoposti prima al dominio assiro, neobabilonese e infine persiano.
I Moabiti sono citati anche nel libro dei Giudici, nella trattativa che Iefte fece con loro; il testo riporta erroneamente Ammoniti invece di Moabiti ma questo, come osservano gli esegeti della École biblique et archéologique française (i curatori della Bibbia di Gerusalemme), è un errore redazionale: "questo riassunto della storia di Iefte è una composizione secondaria che utilizza Nm20-21 e Dt2, e che confonde gli Ammoniti con i Moabiti; il territorio conquistato da Israele (vv 13.26) era appartenuto a Moab; Camos (v 24) è la divinità principale dei Moabiti; quella degli Ammoniti era Milcom". 
Anche nel libro dei Numeri, dove vengono considerati alleati dei Madianiti, secondo gli studiosi dell'interconfessionale Bibbia TOB, vi è un errore redazionale e "in realtà abitavano regioni assai lontane tra loro".

## Chemosh, il dio irato

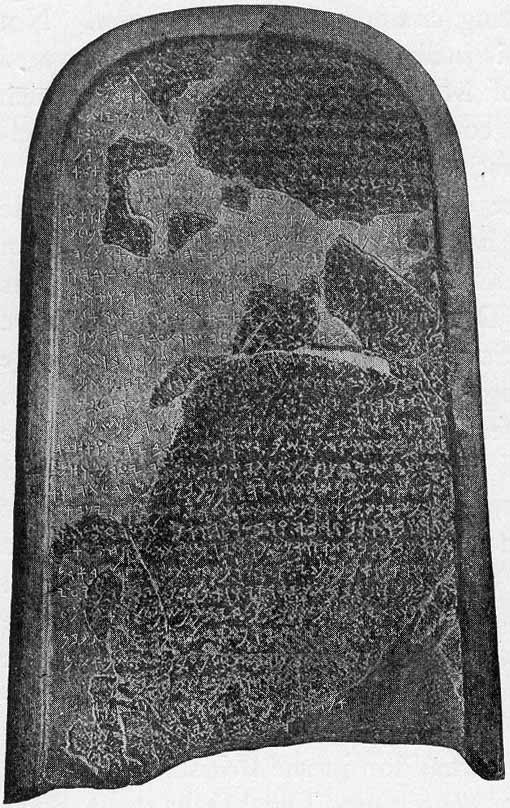
La stele di Mesha nel 1981, oggi al Louvre di Parigi.

Opera notevole per la quantità di informazioni storiche ed archeologiche, è la cosiddetta iscrizione di Mesha, che racconta le vittorie dei Moabiti, dedicate al dio Chemosh; inoltre sarebbe citato anche il Dio degli Ebrei, trattandosi così della prima menzione extrabiblica della divinità ebraica. Il dio Kemosh viene descritto come bellicoso (tanto che alcuni secoli dopo verrà assimilato al dio greco Ares). Nell'Antico Testamento (2Re 3,27) viene riferito che il re Mesha compì un sacrificio umano, gettando il proprio figlio dalle mura.

## Cultura materiale
Culturalmente i Moabiti furono molto vicini agli Israeliti. Il sistema linguistico e quello di scrittura erano molto simili, usavano gli stessi tipi di ceramica e di abitazione (casa a quattro ambienti). I cosiddetti capitelli proto-eolici ritrovati a Mudaybi hanno parallelismi con quelli di Megiddo, Samaria e Ramat Rachel.